# Райан, Вида
Вида Райан (англ. Vida Ryan, 20 мая 1984, Абердин, ЮАР) — южноафриканская хоккеистка (хоккей на траве), полевой игрок.

## Биография
Вида Райан родилась 20 мая 1984 года в южноафриканском городе Абердин.
В детстве и юности занималась хоккеем на траве, лёгкой атлетикой и футболом.
Играла в хоккей на траве за Стелленбосский университет, «Матиес» и Западно-Капскую провинцию.
В 2007 году дебютировала в женской сборной ЮАР.
В 2008 году вошла в состав сборной ЮАР по хоккею на траве на летних Олимпийских играх в Пекине, занявшей 11-е место. Играла в поле, провела 6 матчей, забила 2 мяча (по одному в ворота сборных Южной Кореи и Новой Зеландии).
Имеет степень бакалавра по психологии, педиатрии, логистики и транспорту, образованию.
Работала в NSF International администратором по аудиту безопасности пищевых продуктов в ЮАР и Кении.

## Семья
Сестра-близнец Виды Райан Видетт Райан (род. 1984) также выступала за женскую сборную ЮАР по хоккею на траве, в 2008 году играла вместе с ней на летних Олимпийских играх в Сиднее.